# Tommaso Moro
Sir Thomas More, latinizzato in Thomas Morus e italianizzato in Tommaso Moro (Londra, 7 febbraio 1478 – Londra, 6 luglio 1535), è stato un umanista, scrittore e politico cattolico inglese. Beatificato nel 1886, è stato canonizzato da papa Pio XI nel 1935.
Nel corso della sua vita si guadagnò fama a livello europeo come autore umanista e occupò numerose cariche pubbliche, compresa quella di Lord cancelliere d'Inghilterra tra il 1529 e il 1532 sotto il re Enrico VIII.
Cattolico, il suo rifiuto di accettare l'Atto di Supremazia del re sulla Chiesa in Inghilterra e di disconoscere il primato del Papa mise fine alla sua carriera politica e lo condusse alla pena capitale con l'accusa di tradimento. Nel 2000 papa Giovanni Paolo II lo proclamò patrono dei governanti e dei politici cattolici. Dal 1980 è commemorato anche dalla Chiesa anglicana, come martire della riforma protestante.
Tommaso Moro coniò il termine "utopia", con cui battezzò un'immaginaria isola dotata di una società ideale, di cui descrisse il sistema politico nella sua opera più famosa, Utopia, pubblicata nel 1516.

## Biografia

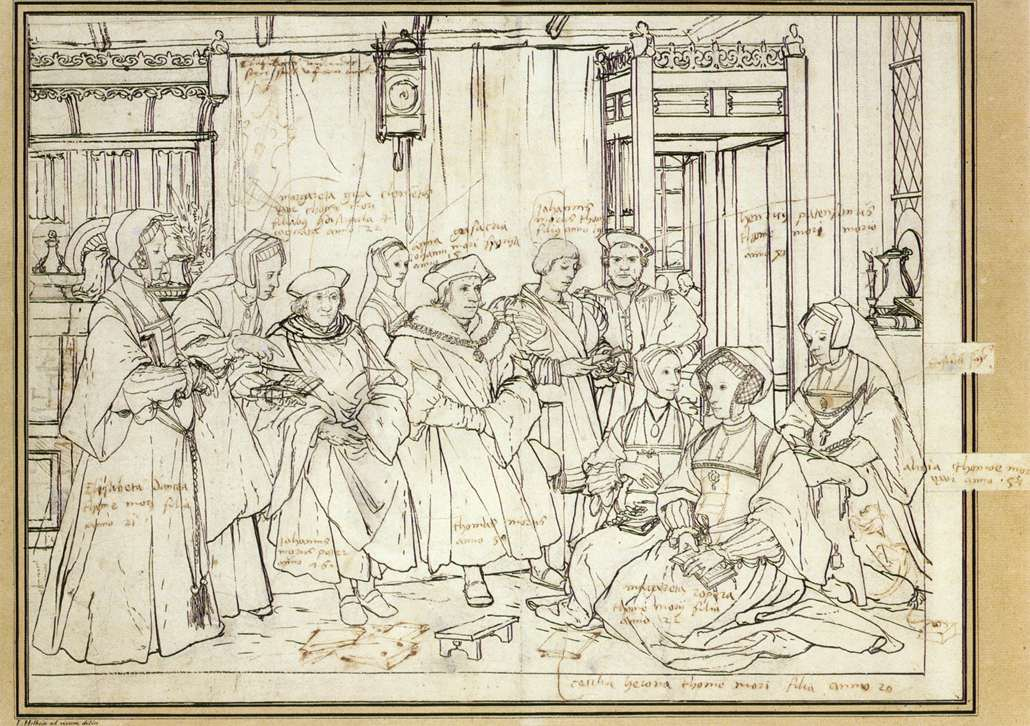
Hans Holbein il Giovane, studio per La famiglia di Tommaso Moro

Tommaso Moro nacque a Londra nel 1478. Entrò alla corte di Enrico VIII nel 1520 e venne nominato cavaliere nel 1521. Figlio di sir John More, avvocato di successo e giudice, la cui carriera forense viene ricordata sebbene non sia sopravvissuta alcuna testimonianza dei casi di cui si occupò. Come studioso, Tommaso fu inizialmente un umanista nel senso più comune del termine. Fu grande amico di Erasmo da Rotterdam, che gli dedicò il suo Elogio della follia (la parola "follia" in greco si può dire anche moría, creando così un richiamo sonoro al cognome di Moro). In seguito, le relazioni tra i due si deteriorarono, poiché Moro fu impegnato nella difesa della dottrina cattolica, mentre Erasmo denunciava apertamente quelli che a lui apparivano come errori del cattolicesimo romano.
Come consigliere e segretario di Enrico VIII, Moro contribuì alla redazione de "La difesa dei sette sacramenti", una polemica contro Lutero e la dottrina protestante e in difesa dell'istituzione del Papato che fece guadagnare al sovrano il titolo di Difensore della fede da parte di papa Leone X nel 1521. Sia la risposta di Martin Lutero a Enrico, sia la conseguente Responsio ad Lutherum ('Risposta a Lutero'), furono criticate per i loro intemperanti attacchi ad hominem.
Tommaso Moro diede sempre pieno sostegno alla Chiesa romana e giudicò un'eresia la Riforma protestante, vista come una minaccia all'unità sia della cristianità sia della società civile. Confidando nelle possibilità della teologia, nella capacità di confronto e nelle leggi ecclesiastiche della Chiesa, egli leggeva l'appello di Lutero contro la Chiesa cattolico-romana come una vera e propria chiamata alle armi.
Le prime azioni di Moro contro la Riforma compresero l'aiuto che egli offrì al cardinal Thomas Wolsey nel prevenire l'importazione in Inghilterra di libri di Lutero, facendo spiare sospetti protestanti, specialmente editori, e arrestando chiunque possedesse, trasportasse o facesse commercio di libri che riguardavano la Riforma. Tommaso Moro ostacolò vigorosamente tutti i ministri di culto che operavano nel Paese e che usavano la traduzione in inglese del Nuovo Testamento realizzata dallo studioso protestante William Tyndale (la cosiddetta "Bibbia Tyndale"): secondo i cattolici, infatti, essa conteneva traduzioni controverse di specifiche parole (per esempio, Tyndale utilizzava senior, 'anziano', e non 'prete', là dove era presente la parola greca presbyteros), e alcune marginali annotazioni che suonavano come una sfida alla dottrina cattolica.
Fu proprio durante questo periodo che fu pubblicata la maggior parte delle sue critiche letterarie.
Sia durante sia dopo la vita di Tommaso Moro circolarono voci riguardanti maltrattamenti da lui riservati agli eretici durante il periodo in cui fu Lord Chancellor. Nel suo testo Book of Martyrs, il critico anti-cattolico John Foxe, che interpretava le persecuzioni dei protestanti in riferimento alla venuta ormai prossima dell'anticristo, fu determinante nel divulgare le accuse di tortura contro Tommaso Moro, denunciando che questi aveva personalmente fatto ricorso alla violenza durante gli interrogatori degli eretici. Più tardi, anche autori come Brian Moynahan e Michael Farris citarono Foxe circa tali accuse.
Finché era in vita, Tommaso Moro respinse sempre queste accuse con tutte le sue forze. Egli sicuramente ammise di aver tenuto prigionieri degli eretici nella sua casa (sembra che si sia giustificato dicendo di averlo fatto «per la loro salvaguardia!»), ma respinse decisamente le accuse di torture e fustigazioni. Tuttavia, nella sua opera Apology pubblicata nel 1533, ammise di aver usato punizioni corporali in due soli casi: un ragazzo che fu fustigato di fronte ai suoi genitori per eresia verso l'eucaristia, e un uomo con problemi di mente che fu fustigato per aver interrotto delle preghiere.
Durante il cancellierato di Tommaso Moro, sei uomini furono condannati al rogo con l'accusa di eresia: Thomas Hitton, Thomas Bilney, Richard Bayfield, John Tewkesbery, Thomas Dusgate, e James Bainham. Brian Moynahan sostenne che Tommaso Moro senza dubbio influì nella condanna al rogo di William Tyndale, perseguitato a lungo dalle sue spie, anche se l'esecuzione ebbe luogo un anno dopo la morte di Tommaso Moro.
Il rogo, d'altronde, era la forma di esecuzione capitale abituale nei casi di eresia: circa trenta condanne al rogo avevano avuto luogo nei cento anni precedenti alla nomina di Tommaso Moro a Cancelliere, e la condanna al rogo continuò a essere praticata sia dai cattolici sia dai protestanti durante le guerre religiose negli anni seguenti.
Peter Ackroyd annotò che Tommaso Moro approvò esplicitamente condanne al rogo. Dopo il caso di John Tewkesbury, un venditore di pelli londinese accusato dal vescovo di Londra, John Stokesley, di aver posseduto segretamente dei libri proibiti e finito al rogo essendosi rifiutato di abiurare, Tommaso Moro dichiarò: «Mai ci fu disgraziato più meritevole del rogo».
I commentatori contemporanei rimangono divisi sulle azioni di Tommaso Moro in ambito religioso da lui compiute durante il suo cancellierato. Mentre biografi come Peter Ackroyd hanno preso una posizione di sostanziale tolleranza verso le sue campagne religiose contro i protestanti, interpretandole come frutto naturale del turbolento clima religioso del periodo, altri eminenti storici (come Richard Marius, studioso statunitense della Riforma) sono stati più critici, sostenendo che le persecuzioni e il ben documentato zelo di cui Tommaso Moro diede prova nella sua politica di repressione contro i protestanti furono un vero e proprio tradimento delle idee umanitarie del Tommaso Moro giovane.
Alcuni protestanti hanno assunto una diversa posizione; nel 1980 la Chiesa d'Inghilterra ha aggiunto Tommaso Moro, nonostante questi sia stato un forte oppositore della Riforma, al suo "Calendario dei Santi e degli Eroi", insieme con John Fisher, per essere commemorati ogni 6 di luglio (giorno dell'esecuzione di Moro) con il titolo di «Tommaso Moro, studioso, e John Fisher, vescovo di Rochester, martiri della Riforma nel 1535».
Onorandolo nell'ottobre del 2000 con il titolo di santo patrono degli statisti e dei politici, Giovanni Paolo II dichiarò: «Si può dire che egli visse in modo singolare il valore di una coscienza morale che è testimonianza di Dio stesso (...) anche se, per quanto concerne l'azione contro gli eretici, subì i limiti della cultura del suo tempo».
Tommaso Moro è commemorato con una statua eretta già alla fine del XIX secolo presso la sua abitazione, proprio dalla parte opposta alle Royal Courts of Justice, in Carey Street, a Londra.

### La dichiarazione di nullità del matrimonio di Enrico VIII
Il cardinale Thomas Wolsey, Lord cancelliere e arcivescovo di York, non riuscì a ottenere per il re Enrico la dichiarazione di nullità del matrimonio, e fu costretto a dimettersi nel 1529. Al suo posto venne nominato cancelliere Tommaso Moro, che tuttavia non realizzò le richieste di Enrico su questa questione. Esperto di diritto canonico, oltre che fervente cattolico, Moro considerava l'annullamento del matrimonio come una questione che ricadeva completamente nella giurisdizione del papa e papa Clemente VII era chiaramente contrario allo scioglimento del matrimonio del re d'Inghilterra con Caterina d'Aragona.
Da questo rifiuto del papa derivò tutta una serie di reazioni da parte di Enrico VIII, che giunsero anche alla decisione del re di considerarsi l'unico capo della Chiesa d'Inghilterra. Al clero venne richiesto di pronunciare un Giuramento di Supremazia, dichiarando il sovrano come capo della Chiesa; Moro, in quanto laico, non sarebbe stato tenuto a fare questo giuramento, ma il 16 maggio 1532 si dimise comunque dalla carica di Cancelliere del Regno, piuttosto che prestare i suoi servigi a un sovrano ormai dichiaratamente anti-papale.
In un primo tempo, Moro sfuggì a un tentativo di collegarlo a un episodio di tradimento. Tuttavia l'approvazione nel 1534 del Primo atto di successione da parte del Parlamento di Westminster (che includeva un giuramento che riconosceva la legittimità di ogni figlio nato da Enrico e Anna Bolena e ripudiava "ogni autorità straniera, principe, o potentato") si rivelò uno strumento nelle mani della Corona contro gli oppositori del re. L'Atto prevedeva, infatti, che questo giuramento venisse richiesto non a tutti i sudditi, ma soltanto a coloro che erano specificatamente tenuti a prestarlo: chi rivestiva un incarico pubblico e tutti coloro che erano sospettati di non appoggiare il re. Moro venne chiamato a prestare tale giuramento nell'aprile del 1534 e, a causa del suo rifiuto, fu imprigionato nella Torre di Londra.

### La prigionia e la condanna a morte

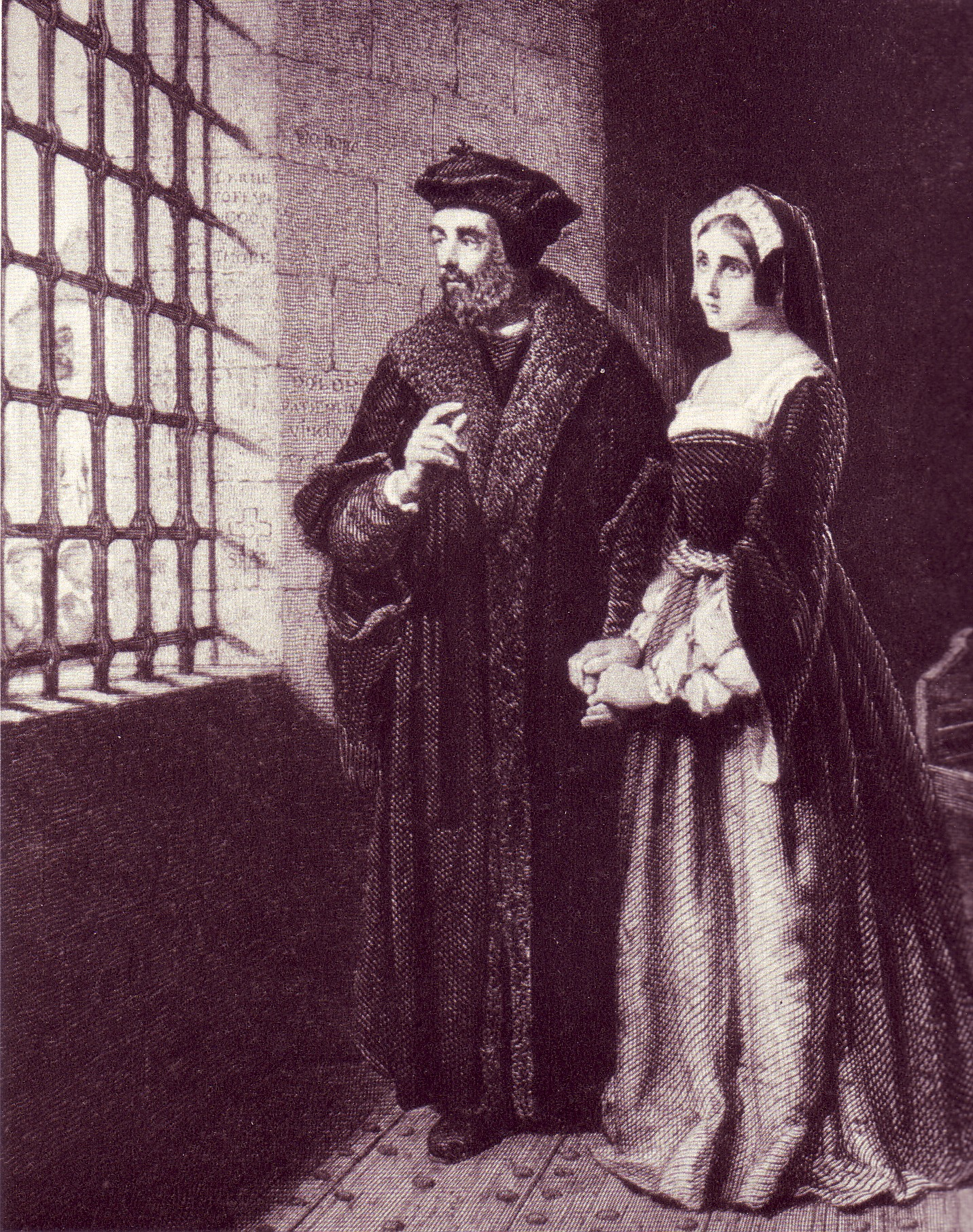
Tommaso Moro riceve in carcere la figlia Margaret Roper

Nella Torre di Londra, Tommaso Moro continuò a scrivere. La sua scelta fu quella di mantenere il silenzio, comunemente interpretato come allo stesso tempo ammissione di colpevolezza e rifiuto dell'abiura. Nove delle diciassette lettere furono indirizzate da More alla figlia Margaret Roper.
(Tommaso Moro alla figlia in una lettera inviata dal carcere)
Quando, tuttavia, la scelta strategica del silenzio fallì, Moro venne processato, condannato, incarcerato e quindi decapitato a Tower Hill il 6 luglio 1535:
La sua testa venne mostrata sul London Bridge per un mese, quindi recuperata (dopo il pagamento di un riscatto) da sua figlia Margaret.
Le spoglie di Tommaso Moro sono tutt'oggi custodite nella chiesa anglicana di San Pietro ad Vincula, vicino alla Torre di Londra.

## Matrimoni e discendenza
Nel 1505, Moro sposò Joanna "Jane" Colt, figlia di John Colt di Essex. Ebbero quattro figli:
- Margaret (1505–1544). Studiosa di latino e greco, scrittrice e traduttrice, era una delle donne più colte del suo tempo. Nel 1521 sposò William Roper, da cui ebbe cinque figli.
- Elizabeth (1506 - 1564). Sposò William Dauncey, senza discendenza.
- Cecily (nata nel 1507). Sposò Giles Heron, senza discendenza.
- John. Sposò Anne Cresacre, una delle ragazze poste sotto la tutela di suo padre.

Jane morì nel 1511. Meno di trenta giorni dopo, contro il consiglio di chiunque e contro le consuetudini, Moro si risposò con una conoscente, la vedova Alice Middleton. Il motivo principale pare fosse che Moro desiderava qualcuno che si occupasse della casa e dei bambini, che includevano, oltre ai suoi figli, la figlia di primo letto di Alice, omonima della madre, e due figliocce, Anne Cresacre, che avrebbe poi sposato John Moro, e Margaret Giggs.
Descritto come un padre affettuoso, Moro si distinse per il modo in cui istruì tutte le ragazze, figlie, figliastre e figliocce, alla stessa maniera del figlio John, istruzione che un tempo aveva impartito anche alla prima moglie. L'atteggiamento di Moro nei confronti dell'istruzione femminile finì per influenzare sia le classi nobili e borghesi dell'Inghilterra sia quelle sul continente, soprattutto quando la figlia maggiore, Margaret, divenne una nota latinista e grecista, nonché scrittrice e traduttrice.

## Il culto
Tommaso Moro venne beatificato da papa Leone XIII il 29 dicembre 1886 ed è stato canonizzato il 22 giugno 1935 da papa Pio XI assieme all'amico cardinale John Fisher, vescovo di Rochester, decapitato quindici giorni prima di Moro, anch'egli per aver rifiutato di disconoscere il Papato. Il 31 ottobre 2000 venne dichiarato patrono degli statisti e dei politici cattolici da papa Giovanni Paolo II.
Dal 1980 è commemorato anche dalla Chiesa anglicana, come martire della riforma protestante, assieme a Fisher.

## Le opere
- Life of Pico della Mirandola, 1504 (non è un'opera originale, piuttosto Moro si occupa di tradurre la biografia di Pico della Mirandola scritta dal nipote di questo)
- Coronation Ode of King Henry VIII, 1509
- Utopia (il titolo originale è Libellus vere aureus, nec minus salutaris quam festivus de optimo rei publicae statu, deque nova insula Utopia), 1516
- History of King Richard III, 1519
- Responsio ad Lutherum, 1523
- A Dialogue Concerning Heresies, 1528
- The Supplication of Souls, 1529
- Confutation of Tyndale's Answer, 1531
- De Tristitia Christi (scritto durante la prigionia e pubblicato postumo).

### L'Utopia

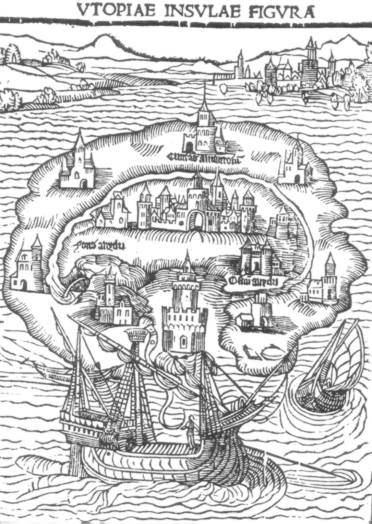
Illustrazione per LUtopia di Tommaso Moro

L'opera più famosa di Moro è l'Utopia (1516 circa), in cui descrive un'immaginaria isola-regno abitata da una società ideale, nella quale alcuni studiosi moderni hanno ravvisato un opposto idealizzato dell'Europa sua contemporanea, mentre altri vi riscontrano una satira sferzante della stessa. Moro derivò il termine dal greco antico con un gioco di parole fra ou-topos (cioè non-luogo) ed eu-topos (luogo felice); utopia è quindi, letteralmente un "luogo felice inesistente".
L'Utopia si divide in due libri: città reale e città perfetta.

#### Città reale
Viene fatta un'analisi sulla situazione politica ed economica dell'Inghilterra dell'epoca. In particolare Moro ritiene assurda e illegittima la sanzione di pena capitale per il furto (in Inghilterra erano aumentati i furti con l'introduzione del sistema delle enclosures).
Ci sono due possibilità per risolvere questo problema:
- tornare alla situazione economica del Medioevo (una posizione reazionaria che Moro non condivide);
- sviluppare un'industria manifatturiera per la produzione di lana in modo da creare un'economia mercantile che possa favorire il benessere sociale nella nazione.

Moro sembra escludere queste ipotesi; ritenendo che il male dei mali sia la proprietà privata: ne propone l'abolizione, in maniera da ripartire i beni materiali in maniera eguale. Si tratta di un sistema di tipo comunistico.

#### Città perfetta
Nella seconda parte viene descritta l'Utopia.
Nell'isola di Utopia (la forma è simile a quella della Gran Bretagna) secondo Moro, la proprietà privata è vietata per legge e la terra deve invece essere coltivata, a turni di due anni, da ciascun cittadino, nessuno escluso: tutti hanno un lavoro, di 6 ore al giorno; nel tempo libero, tutti i cittadini possono altresì dedicarsi alle proprie passioni e professioni abituali, ma un posto fondamentale è occupato dallo studio delle scienze e della filosofia. La famiglia rappresenta un nucleo fondamentale per l'Utopia: un tipo di famiglia allargata e monogamica. L'uomo si può sposare all'età di 22 anni e la donna a 18 anni. Il divorzio è consentito, l'adulterio è severamente punito: l'individuo che ne è reo viene incarcerato e incatenato con catene e biglie d'oro (l'oro in Utopia non vale nulla, a esso si ricorre solo per sostenere economicamente eventuali guerre).
Per quanto riguarda la religione, nell'isola di Utopia deve essere prevista la più larga tolleranza religiosa, fermo restando però l'obbligo di credere nella Provvidenza di Dio e nell'immortalità dell'anima. Chi infrange le regole viene scacciato da Utopia. Tutti hanno diritto a una vita pacifica, il cui fine è il benessere.
Gli stessi nomi all'interno della descrizione ricalcano lo spirito utopico dell'isola. La città si chiama Amauroto, dal greco "amauros" che significa evanescente. Allo stesso modo il principe Ademo (dal greco alfa privativo + demos cioè "senza popolo") o il fiume Anidro ovvero "senza acqua".

#### Caratteristiche dell'opera
Una delle caratteristiche delle opere di Moro rimane l'uso esagerato di tropi, sia di una presunta voce autoritaria (come nel "Dialogo del conforto", apparentemente una conversazione tra zio e nipote) sia di una altamente stilizzata, sia di entrambe. Questo, assieme alla mancanza di una direzione chiara di Moro circa il suo punto di vista - per ragioni che diverranno ovvie - significa che è possibile dibattere praticamente qualsiasi opinione di qualsiasi suo lavoro. Per la realizzazione della sua opera si ispira alla dottrina neoplatonica: ad esempio la descrizione di questa società ideale richiama la Repubblica di Platone.

### LaStoria di Riccardo III

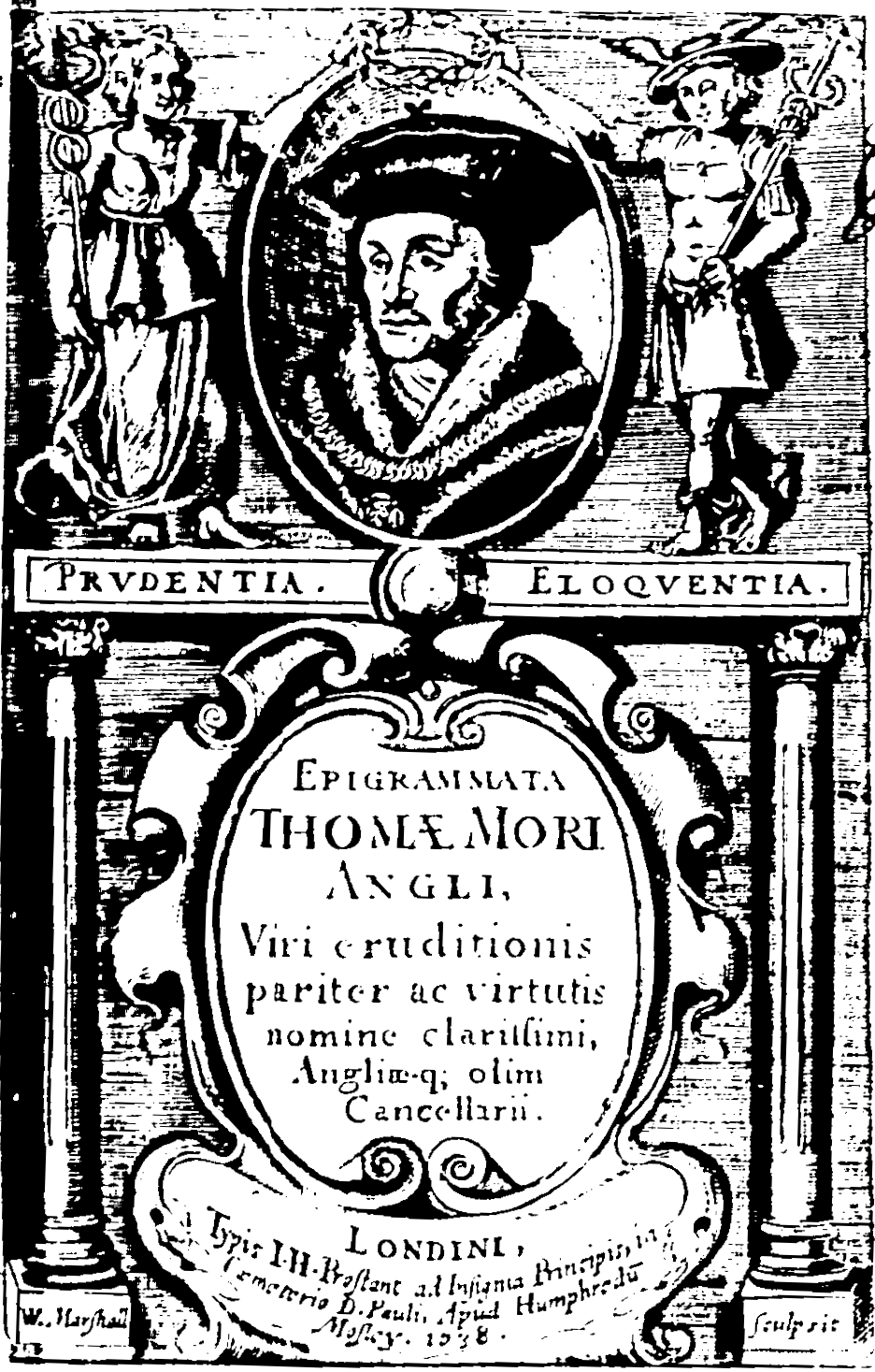
Frontespizio degli Epigrammi pubblicati a Londra nel 1638

I riccardiani hanno molto studiato i manoscritti della Storia di Riccardo III di Moro, da cui deriva molta propaganda anti-Riccardo, comprese le opere di Shakespeare. Il lavoro esiste in diverse versioni, sia in inglese sia in latino, tutte incomplete. Non venne pubblicato quando Moro era in vita, ma fu trovato tra le sue carte dopo l'esecuzione, circa un quarto di secolo dopo la sua stesura. Riccardo III è un'opera storica nel senso che tratta di eventi passati di cui Moro non fu testimone. Resta comunque un'opera di storia Tudor (nell'accezione classica) intendendo con ciò che include una considerevole quantità di discorsi inventati dall'immaginazione di Moro e passaggi allegorici e di colore. Ancora una volta, l'opinione di Moro sul testo è sconosciuta, con il risultato che è stata considerata come una fonte storica affidabile da Alison Weir, una parodia da Alison Hanham, e un esercizio letterario della drammatica rappresentazione della scelleratezza da Jeremy Potter. La verità sta senza dubbio da qualche parte nel mezzo. Gli storici moderni hanno demistificato la pretesa che il lavoro fosse in realtà opera del vescovo John Morton.

## Edizioni italiane di Utopia
- Thomas More, "Utopia", traduzione e cura di Luigi Firpo, Utet, 1971.
- Thomas More, "Utopia", a cura di Luigi Fiore, Laterza, 2007.
- Thomas More, "Utopia", a cura di Francesco Ghia, traduzione di Maria Lia Guardini, Francesco Ghia, Il Margine, 2015, ISBN 978-88-6089-170-9.
- Thomas More, "Utopia", a cura e traduzione di Ugo Dotti, Universale Economica - "I classici" Feltrinelli, marzo 2016, ISBN 978-88-07-90226-0.
- Tommaso Moro, "Utopia", Ediz. integrale", a cura di Danilo Breschi, traduzione di Davide Sala, Demetra, 2018, ISBN 9788844047948.

## Biografie

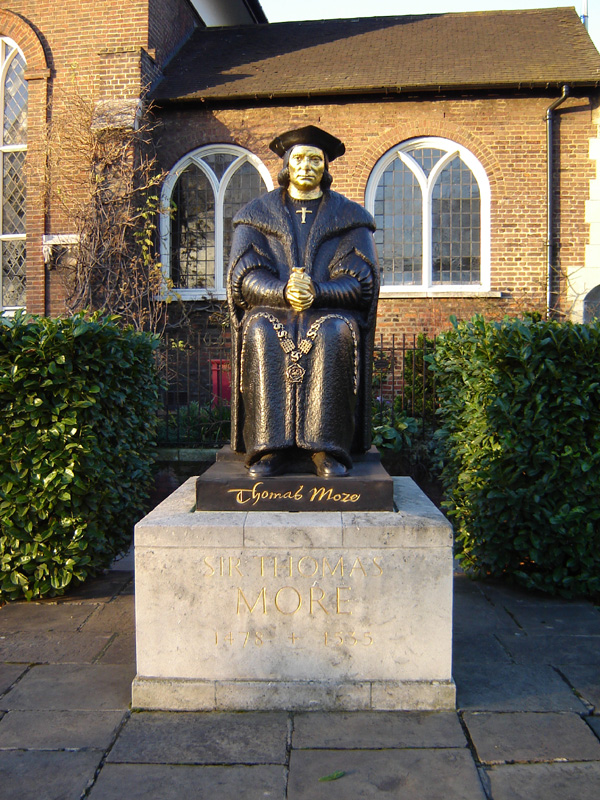
Statua di Tommaso Moro vicino alla chiesa vecchia di Chelsea, Londra

### Saggistica
- Peter Ackroyd, The Life of Thomas More, Anchor Books, 1998.
- Louis Bouyer, Tommaso Moro. Umanista e Martire, Jaca Book, 1994.
- Paloma Castillo Martinez, Tommaso Moro il primato della coscienza, Paoline, 2010.
- Luca Desiato, Il coraggio si chiama Thomas More, Milano, Paoline, 1974.
- Elisabeth-Marie Ganne, Tommaso Moro. L'uomo completo del Rinascimento, San Paolo, 2004.
- Richard Marius, Thomas More: A Biography, Harvard University Press 1999 [1984].
- William Roper, Vita di Tommaso Moro, D'Auria editore, 2000.
- Giuliano F. Commito, IUXTA PROPRIA PRINCIPIA - Libertà e giustizia nell'assolutismo moderno. Tra realismo e utopia, Aracne, Roma, 2009, ISBN 978-88-548-2831-5.

### Letteratura
- (DE) Karl Zuchardt, Stirb Du Narr! (Muori sciocco!), che tratta della lotta di Moro contro re Enrico e che ritrae Moro come un umanista idealista, destinato a fallire nella lotta di potere contro un governante spietato e un mondo ingiusto.

### Teatro
- Robert Bolt, Un uomo per tutte le stagioni, che parla della battaglia persa da Moro contro la determinazione di re Enrico nell'ottenere una Chiesa nazionale inglese che fosse sotto il suo controllo.

### Cinema
Dall'opera teatrale sono stati tratti due film:
- Un uomo per tutte le stagioni, del 1966, vincitore di sei Premi Oscar, regia di Fred Zinnemann, con Paul Scofield, Wendy Hiller, Leo McKern, Robert Shaw, Orson Welles;
- Un uomo per tutte le stagioni, film TV del 1988, regia di Charlton Heston, che interpreta anche la parte del protagonista, e con la partecipazione di Vanessa Redgrave nella parte di Lady More (la Redgrave è presente anche nel film di Fred Zinnemann, dove interpreta Anna Bolena).
- Nel film Il Santo il protagonista (Val Kilmer) utilizza come alias il nome del santo Tomás Moró (Tommaso Moro).